# Indy Racing League 1998
Indy Racing League 1998 kördes över 11 omgångar. Mästare blev svensken Kenny Bräck, som körde för A.J. Foyt Enterprises.

## Delsegrare
| Datum        | Bana             | Vinnare       | Team                   | Rapport |
| ------------ | ---------------- | ------------- | ---------------------- | ------- |
| 24 januari   | Disney World     | Tony Stewart  | Team Menard            | *       |
| 22 mars      | Phoenix          | Scott Sharp   | Kelley Racing          | *       |
| 24 maj       | Indianapolis 500 | Eddie Cheever | Cheever Racing         | *       |
| 6 juni       | Texas            | Billy Boat    | A.J. Foyt Enterprises  | *       |
| 28 juni      | New Hampshire    | Tony Stewart  | Team Menard            | *       |
| 19 juli      | Dover            | Scott Sharp   | Kelley Racing          | *       |
| 25 juli      | Charlotte        | Kenny Bräck   | A.J. Foyt Enterprises  | *       |
| 16 augusti   | Pikes Peak       | Kenny Bräck   | A.J. Foyt Enterprises  | *       |
| 29 augusti   | Atlanta          | Kenny Bräck   | A.J. Foyt Enterprises  | *       |
| 20 september | Texas            | John Paul Jr. | Byrd-Cunningham Racing | *       |
| 11 oktober   | Las Vegas        | Arie Luyendyk | Treadway Racing        | *       |

### Disney World
| Plats | Förare           | Team                   |
| ----- | ---------------- | ---------------------- |
| 1     | Tony Stewart     | Team Menard            |
| 2     | Jeff Ward        | ISM Racing             |
| 3     | Davey Hamilton   | Nienhouse Motorsports  |
| 4     | Stéphan Grégoire | Chastain Motorsports   |
| 5     | Mark Dismore     | Kelley Racing          |
| 6     | Scott Sharp      | Kelley Racing          |
| 7     | Mike Groff       | Byrd-Cunningham Racing |
| 8     | Arie Luyendyk    | Treadway Racing        |
| 9     | Sam Schmidt      | LP Racing/PCI          |
| 10    | John Paul Jr.    | PDM Racing             |

### Phoenix
| Plats | Förare           | Team                  |
| ----- | ---------------- | --------------------- |
| 1     | Scott Sharp      | Kelley Racing         |
| 2     | Tony Stewart     | Team Menard           |
| 3     | Billy Boat       | A.J. Foyt Enterprises |
| 4     | Stéphan Grégoire | Chastain Motorsports  |
| 5     | Jeff Ward        | ISM Racing            |
| 6     | Scott Goodyear   | Panther Racing        |
| 7     | Sam Schmidt      | LP Racing/PCI         |
| 8     | Raul Boesel      | McCormack Motorsports |
| 9     | Buzz Calkins     | Bradley Motorsports   |
| 10    | Eddie Cheever    | Team Cheever          |

### Indianapolis 500
| Plats | Förare         | Team                  |
| ----- | -------------- | --------------------- |
| 1     | Eddie Cheever  | Team Cheever          |
| 2     | Buddy Lazier   | Hemelgarn Racing      |
| 3     | Steve Knapp    | ISM Racing            |
| 4     | Davey Hamilton | Nienhouse Motorsports |
| 5     | Robby Unser    | Team Cheever          |
| 6     | Kenny Bräck    | A.J. Foyt Enterprises |
| 7     | John Paul Jr.  | Team Pelfrey          |
| 8     | Andy Mirchner  | Chitwood Motorsports  |
| 9     | J.J. Yeley     | Sinden Racing         |
| 10    | Buzz Calkins   | Bradley Motorsports   |

### Texas
| Plats | Förare         | Team                  |
| ----- | -------------- | --------------------- |
| 1     | Billy Boat     | A.J. Foyt Enterprises |
| 2     | Greg Ray       | Knapp/Genoa Racing    |
| 3     | Kenny Bräck    | A.J. Foyt Enterprises |
| 4     | Scott Goodyear | Panther Racing        |
| 5     | Scott Sharp    | Kelley Racing         |
| 6     | Robbie Buhl    | Team Menard           |
| 7     | Davey Hamilton | Nienhouse Motorsports |
| 8     | Marco Greco    | Phoenix Racing        |
| 9     | Robby Unser    | Team Cheever          |
| 10    | Stan Wattles   | Metro Racing          |

### New Hampshire
| Plats | Förare         | Team                  |
| ----- | -------------- | --------------------- |
| 1     | Tony Stewart   | Team Menard           |
| 2     | Scott Goodyear | Panther Racing        |
| 3     | Scott Sharp    | Kelley Racing         |
| 4     | Davey Hamilton | Nienhouse Motorsports |
| 5     | Arie Luyendyk  | Treadway Racing       |
| 6     | Eliseo Salazar | Riley & Scott Cars    |
| 7     | Buddy Lazier   | Hemelgarn Racing      |
| 8     | Mark Dismore   | Kelley Racing         |
| 9     | Eddie Cheever  | Team Cheever          |
| 10    | Robbie Buhl    | Team Menard           |

### Dover
| Plats | Förare           | Team                  |
| ----- | ---------------- | --------------------- |
| 1     | Scott Sharp      | Kelley Racing         |
| 2     | Buddy Lazier     | Hemelgarn Racing      |
| 3     | Marco Greco      | Phoenix Racing        |
| 4     | Davey Hamilton   | Nienhouse Motorsports |
| 5     | Stéphan Grégoire | Chastain Motorsports  |
| 6     | Scott Goodyear   | Panther Racing        |
| 7     | Jim Guthrie      | Cobb Racing           |
| 8     | Tony Stewart     | Team Menard           |
| 9     | Arie Luyendyk    | Treadway Racing       |
| 10    | Kenny Bräck      | A.J. Foyt Enterprises |

### Charlotte
| Plats | Förare           | Team                   |
| ----- | ---------------- | ---------------------- |
| 1     | Kenny Bräck      | A.J. Foyt Enterprises  |
| 2     | Jeff Ward        | ISM Racing             |
| 3     | Scott Goodyear   | Panther Racing         |
| 4     | Arie Luyendyk    | Treadway Racing        |
| 5     | Marco Greco      | Phoenix Racing         |
| 6     | John Paul Jr.    | Byrd-Cunningham Racing |
| 7     | Davey Hamilton   | Nienhouse Motorsports  |
| 8     | Stéphan Grégoire | Chastain Motorsports   |
| 9     | Jack Miller      | Crest Racing/SRS       |
| 10    | Stevie Reeves    | Pagan Racing           |

### Pikes Peak
| Plats | Förare            | Team                  |
| ----- | ----------------- | --------------------- |
| 1     | Kenny Bräck       | A.J. Foyt Enterprises |
| 2     | Robbie Buhl       | Team Menard           |
| 3     | Tony Stewart      | Team Menard           |
| 4     | Stéphane Grégoire | Chastain Motorsports  |
| 5     | Davey Hamilton    | Nienhouse Motorsports |
| 6     | Marco Greco       | Phoenix Racing        |
| 7     | Buddy Lazier      | Hemelgarn Racing      |
| 8     | Eddie Cheever     | Team Cheever          |
| 9     | Billy Boat        | A.J. Foyt Enterprises |
| 10    | Donnie Beechler   | Cahill Racing         |

### Atlanta
| Plats | Förare         | Team                  |
| ----- | -------------- | --------------------- |
| 1     | Kenny Bräck    | A.J. Foyt Enterprises |
| 2     | Davey Hamilton | Nienhouse Motorsports |
| 3     | Eddie Cheever  | Team Cheever          |
| 4     | Scott Goodyear | Panther Racing        |
| 5     | Tony Stewart   | Team Menard           |
| 6     | Jeff Ward      | ISM Racing            |
| 7     | Mark Dismore   | Kelley Racing         |
| 8     | Arie Luyendyk  | Treadway Racing       |
| 9     | Andy Mirchner  | Riley & Scott Cars    |
| 10    | Raul Boesel    | McCormack Motorsports |

### Texas
| Plats | Förare           | Team                   |
| ----- | ---------------- | ---------------------- |
| 1     | John Paul Jr.    | Byrd-Cunningham Racing |
| 2     | Robby Unser      | Team Cheever           |
| 3     | Jeff Ward        | ISM Racing             |
| 4     | Roberto Guerrero | Cobb Racing            |
| 5     | Kenny Bräck      | A.J. Foyt Enterprises  |
| 6     | Buddy Lazier     | Hemelgarn Racing       |
| 7     | Robbie Buhl      | Team Menard            |
| 8     | Stan Wattles     | Metro Racing           |
| 9     | Davey Hamilton   | Nienhouse Motorsports  |
| 10    | Mark Dismore     | Kelley Racing          |

### Las Vegas
| Plats | Förare        | Team                   |
| ----- | ------------- | ---------------------- |
| 1     | Arie Luyendyk | Treadway Racing        |
| 2     | Sam Schmidt   | LP Racing/PCI          |
| 3     | Buddy Lazier  | Hemelgarn Racing       |
| 4     | John Paul Jr. | Byrd-Cunningham Racing |
| 5     | Eddie Cheever | Team Cheever           |
| 6     | Brian Tyler   | Team Pelfrey           |
| 7     | Robbie Buhl   | Team Menard            |
| 8     | Marco Greco   | Phoenix Racing         |
| 9     | Steve Knapp   | PDM Racing             |
| 10    | Kenny Bräck   | A.J. Foyt Enterprises  |

## Slutställning
| Plats | Förare           | Team                                           | Poäng |
| ----- | ---------------- | ---------------------------------------------- | ----- |
| 1     | Kenny Bräck      | A.J. Foyt Enterprises                          | 332   |
| 2     | Davey Hamilton   | Nienhouse Motorsports                          | 292   |
| 3     | Tony Stewart     | Team Menard                                    | 289   |
| 4     | Scott Sharp      | Kelley Racing                                  | 272   |
| 5     | Buddy Lazier     | Hemelgarn Racing                               | 262   |
| 6     | Jeff Ward        | ISM Racing                                     | 252   |
| 7     | Scott Goodyear   | Panther Racing                                 | 244   |
| 8     | Arie Luyendyk    | Treadway Racing                                | 227   |
| 9     | Eddie Cheever    | Team Cheever                                   | 222   |
| 10    | Marco Greco      | Phoenix Racing                                 | 219   |
| 11    | John Paul Jr.    | Byrd-Cunningham Racing PDM Racing Team Pelfrey | 216   |
| 12    | Stéphan Grégoire | Chastain Motorsports                           | 201   |
| 13    | Billy Boat       | A.J. Foyt Enterprises                          | 194   |
| 14    | Sam Schmidt      | LP Racing/PCI                                  | 186   |
| 15    | Mark Dismore     | Kelley Racing                                  | 180   |
| 16    | Robby Unser      | Team Cheever                                   | 176   |
| 17    | Robbie Buhl      | Team Menard                                    | 174   |
| 18    | Brian Tyler      | Chitwood Motorsports Team Pelfrey              | 140   |
| 19    | Buzz Calkins     | Bradley Motorsports                            | 134   |
| 20    | Raul Boesel      | McCormack Motorsports                          | 132   |